# Jakob Oetama
Jakob Oetama (ur. 27 września 1931 w Magelang, zm. 8 września 2020 w Dżakarcie) – indonezyjski dziennikarz; współzałożyciel grupy Kompas Gramedia, największego koncernu mediowego na rynku indonezyjskim.